# Emil Gesche

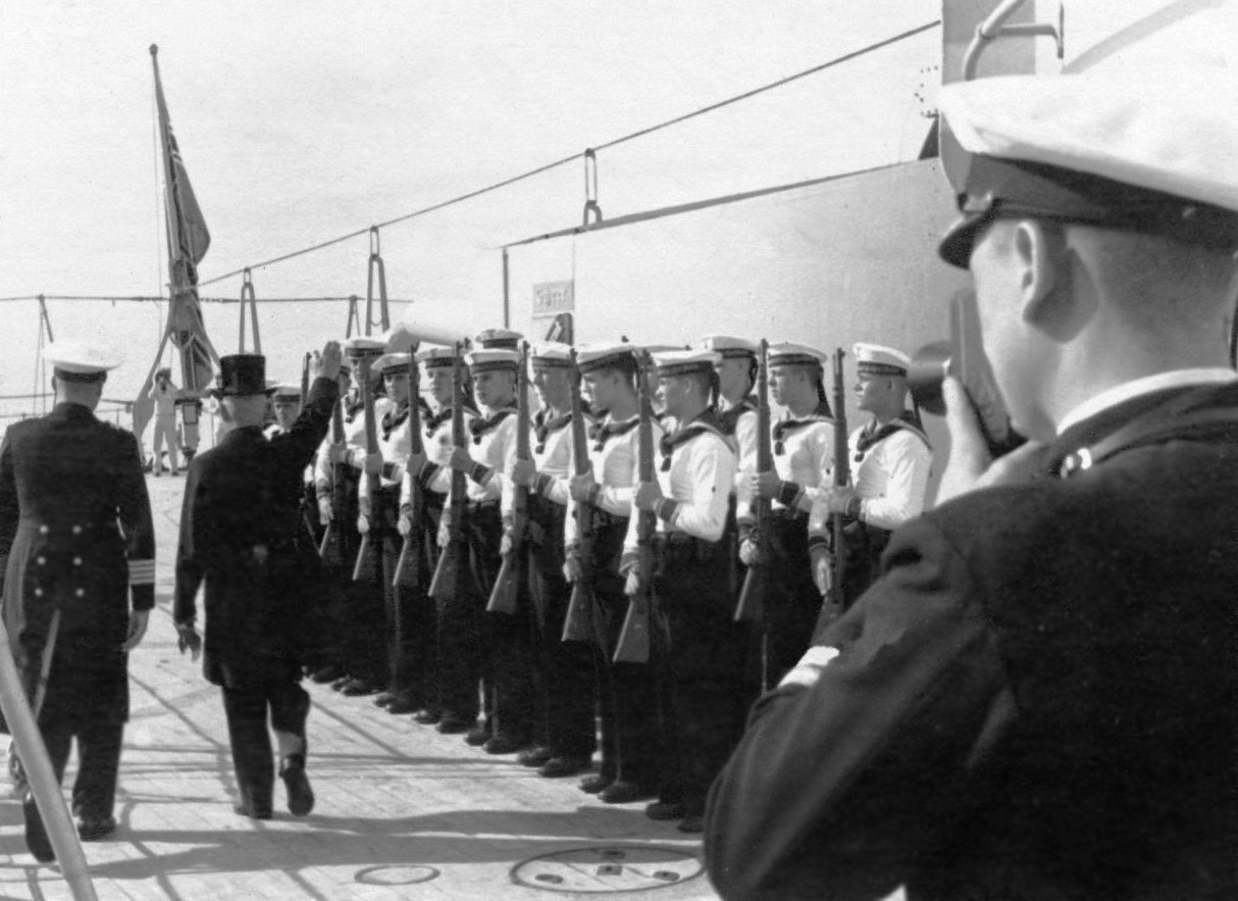
Konsul Gesche begrüßt die Kadetten eines deutschen Kriegsschiffs im Hafen von Funchal

Emil Gesche (* 1. August 1871 in Pyritz, Provinz Pommern; † 1. Juni 1966 in Funchal, Madeira) war ein deutscher Kaufmann.
Gesche übernahm 1910 von seinem Schwiegervater Georg Friedrich Sattler das Amt des deutschen Honorarkonsuls auf Madeira bis zum Beginn des Ersten Weltkriegs. Danach vertrat er bis November 1923 auch Österreich auf der Insel. Er blieb bis zu seinem Tod im Amt des deutschen Honorarkonsuls. Ihm folgte seine Tochter Elisabeth.

## Ehrungen
- 1959: Großes Verdienstkreuz der Bundesrepublik Deutschland